# Thurning (Northamptonshire)
Pour les articles homonymes, voir Thurning.
Thurning est une paroisse civile et un village du Northamptonshire, en Angleterre.